# 比索內

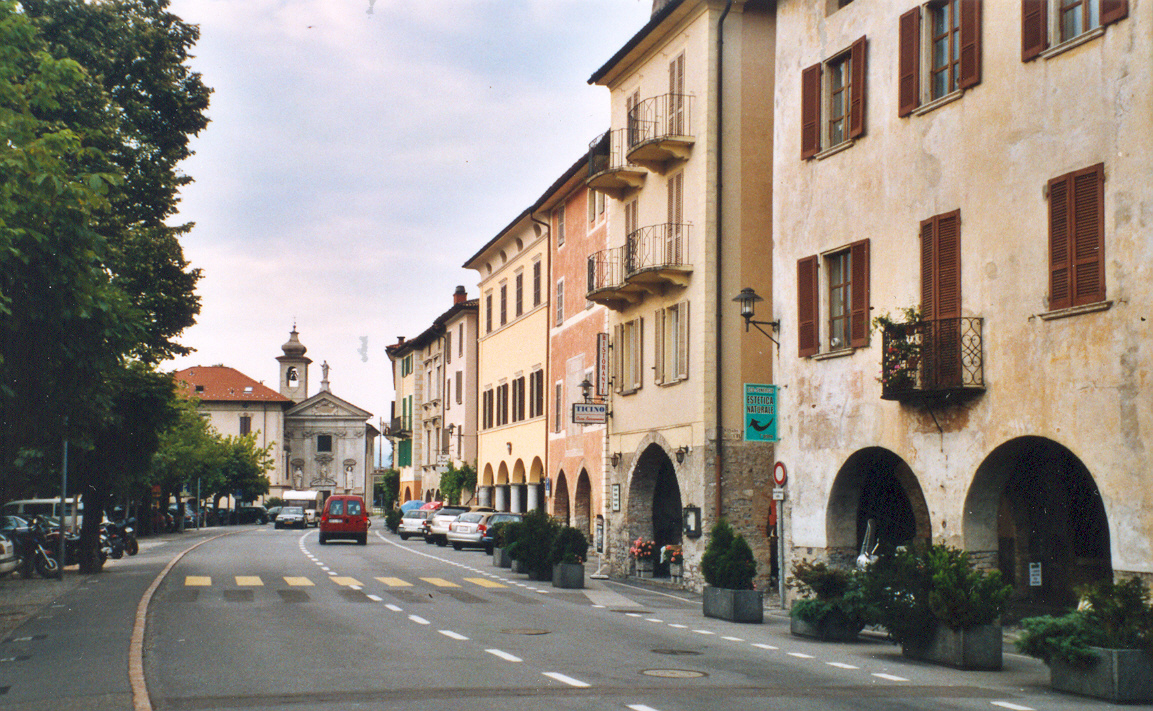

比索內是瑞士的城鎮，位於該國南部，由提契諾州負責管轄，面積1.82平方公里，海拔高度273米，2011年人口856，七成半人口信奉羅馬天主教，人口密度每平方公里470人。